# Nagłowice (gmina)
Nagłowice est une gmina rurale du powiat de Jędrzejów, Sainte-Croix, dans le centre-sud de la Pologne. Son siège est le village de Nagłowice, qui se situe environ 15 km à l'ouest de Jędrzejów et 43 km au sud-ouest de la capitale régionale Kielce.
La gmina couvre une superficie de 117,3 km2 pour une population de 5 290 habitants.

## Géographie
La gmina inclut les villages de Brynica Mokra, Caców, Chycza-Brzóstki, Cierno-Żabieniec, Deszno, Jaronowice, Kuźnice, Nagłowice, Rakoszyn, Rejowiec, Ślęcin, Trzciniec, Warzyn Drugi, Warzyn Pierwszy, Zagórze et Zdanowice.
La gmina borde les gminy de Jędrzejów, Moskorzew, Oksa, Radków, Sędziszów et Słupia.